# 鄧尼根 (加利福尼亞州)
鄧尼根（英語：Dunnigan）是位於美國加利福尼亞州優洛縣的一個人口普查指定地區。

## 地理
鄧尼根的座標為38°53′07″N 121°58′11″W / 38.88528°N 121.96972°W，而該地最高點為海拔高度21米（即69英尺）。

## 人口
根據2010年美國人口普查的數據，鄧尼根的面積為5.226平方千米，當中陸地面積為25.226平方千米，而水域面積為0.000平方千米。當地共有人口1416人，而人口密度為每平方千米270人。